# Pablo Pozo
Pablo Antonio Pozo Quinteros (Santiago, 27 de março de 1973) é um árbitro de futebol chileno.
Árbitro FIFA desde 1999, participou nos Olimpíadas de Pequim 2008 e no Mundial de Clubes de 2008 no Japão.

## Copa do Mundo 2010
Foi selecionado para participar da Copa do Mundo FIFA 2010, juntamente com os assistentes e compatriotas Patricio Basualto e Francisco Mondria. O trio foi excluído da primeira rodada da Copa por lesão de Pozo.
Arbitrou em 21 de junho Portugal 7x0 Coréia do Norte pelo Grupo G. Aposentou-se no final de 2010, após apitar Unión Española x Audax Italiano.